# 勒卡尔拉雷
勒卡尔拉雷（法語：Le Carlaret，法語發音：[lə kaʁlaʁɛ]）是法国阿列日省的一个市镇，属于帕米耶区。

## 地理
勒卡尔拉雷（43°8'27"N, 1°41'43"E）面积9.39 平方千米，位于法国奧克西塔尼大區阿列日省，该省份为法国西南部内陆省份，西部和北部与上加龙省接壤，东临奥德省，东南至东比利牛斯省接壤，南与安道尔和西班牙接壤。
与勒卡尔拉雷接壤的市镇（或旧市镇、城区）包括：洛尔达堡、吕迪耶斯、蒙托、帕米耶、圣阿马杜、圣费利德图尔内加、拉图尔迪克里约、特雷穆莱。

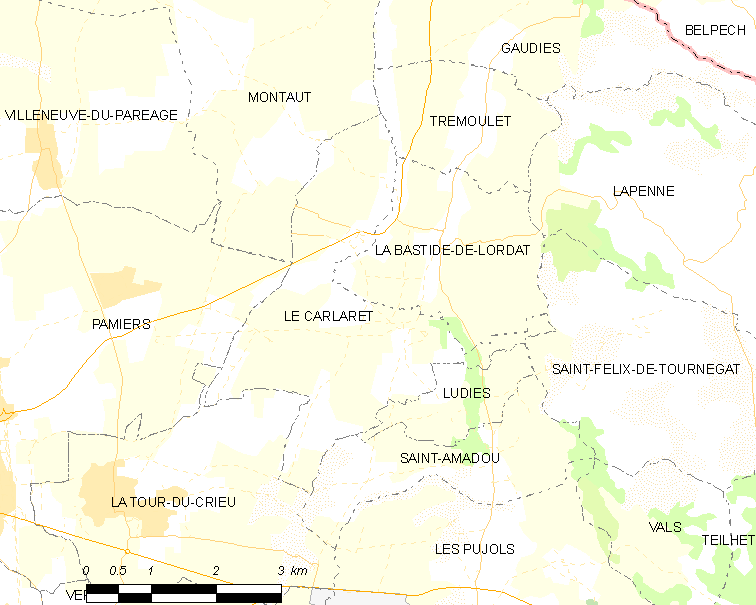
勒卡尔拉雷的OSM定位图

勒卡尔拉雷的时区为UTC+01:00、UTC+02:00（夏令时）。

## 行政
勒卡尔拉雷的邮政编码为09100，INSEE市镇编码为09081。

## 政治
勒卡尔拉雷所属的省级选区为帕米耶第二县。

## 人口

1962-2008年间勒卡尔拉雷人口变化图示

勒卡尔拉雷于2022年1月1日时的人口数量为286人。